# Велики Устјуг
Велики Устјуг (рус. Великий Устюг) град је у Вологдској области у Русији. Налази се на ушћу река Сухоне и Југа.
Град се први пут спомиње у хроници из 1207. Био је делом Владимирско-Суздаљске кнежевине. Чињеница да се налази на укрштању најважнијих трговачких рута, је претворила град у велико трговинско и индустријско средиште у раздобљу од 16. до 17. века. Велики Устјуг је изгубио свој значај због премештаја руске спољне трговине на обале Балтичког мора. Овај град је познат по својим обртима, резбарењу у брезиној кори, декоративном везивању бакра и никла.

## Становништво
Према прелиминарним подацима са пописа, у граду је 2010. живело становника, (%) више него 2002.
| 1939.  | 1959.  | 1970.  | 1979.  | 1989.  | 2002.  | 2010.  |
| ------ | ------ | ------ | ------ | ------ | ------ | ------ |
| 32.147 | 37.026 | 36.737 | 37.916 | 36.202 | 33.419 | 31.665 |

## Познати Великоустјужани
- Семјон Дежњов (1605—1973), руски истраживач
- Јерофеј Хабаров (1610—1667), руски поморац и истраживач
- Владимир Атласов (између 1661. и 1664. - 1711), руски истраживач